# الکساندر بولوشف
الکساندر بولوشف (روسی: Александр Александрович Болошев؛ ۱۲ مارس ۱۹۴۷ – ۱۶ ژوئیهٔ ۲۰۱۰) بازیکن بسکتبال اهل اتحاد جماهیر شوروی سوسیالیستی بود.
وی در مسابقات کشوری و بین‌المللی در مجموع برندهٔ ۴ مدال طلا، ۲ مدال نقره، ۱ مدال برنز شده‌است.